# Wohn- und Wirtschaftsgebäude Heiligenloh

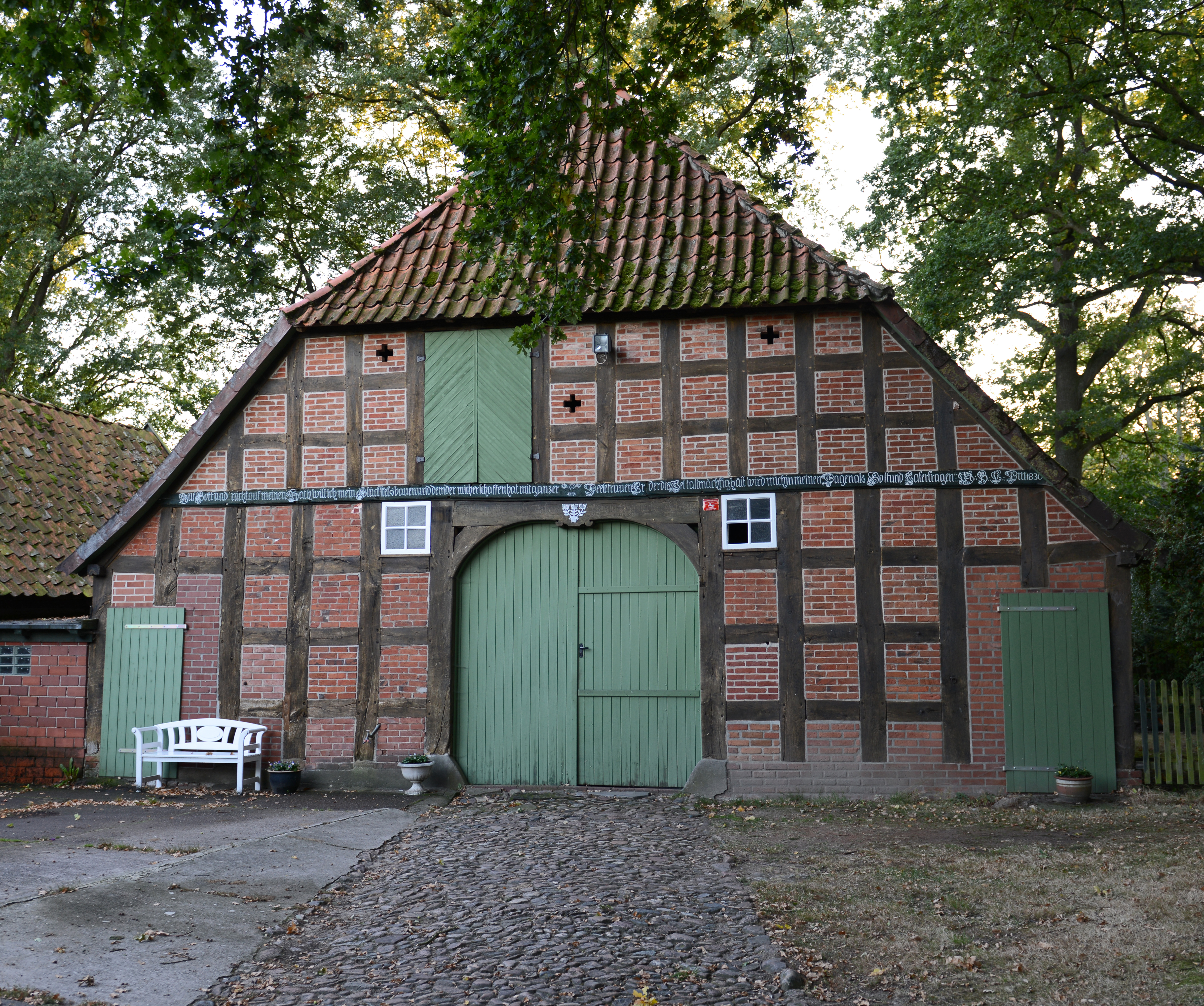
Wohn-/Wirtschaftsgebäude Heiligenloh

Das Wohn- und Wirtschaftsgebäude Heiligenloh (früher Hof Kuhlmann) in Twistringen, Ortschaft Heiligenloh, Alte Dorfstraße 19, im Landkreis Diepholz stammt von 1830.
Das Gebäude steht unter Denkmalschutz (Siehe auch Liste der Baudenkmale in Twistringen).

## Beschreibung
Das eingeschossige straßenbildprägende Fachwerkhaus von 1830 ist ein niederdeutsches Zweiständer-Hallenhaus mit Ziegelausfachung, einem Krüppelwalmdach, Niedersachsengiebel mit Uhlenloch und der Grooten Door mit Korbbogen. Das Innengerüst wurde verändert, der ehem. Schweinestall entkernt.

Eine Balkeninschrift lautet: „Auf Gott und nicht auf meinen Rath will ich mein Glück stets bauen und dem der mich erschaffen hat mit ganzer Seele trauen. Er der die Welt allmächtig hält wird mich in meinen Tagen als Gott und Rat ertragen...Dm 1830“.
Es hat geschichtliche Bedeutung durch beispielhafte Ausprägung eines regionalen Gebäudetypus. Das Bauernhaus dient heute als Wohn- und Geschäftshaus mit gelegentlichen Ausstellungen. Hofpflasterung, Baumbestand und Staketenzaun sind ebenfalls denkmalgeschützt.